# Lanuéjols, Gard
Lanuéjols är en kommun i departementet Gard i regionen Occitanien i södra Frankrike. Kommunen ligger i kantonen Trèves som tillhör arrondissementet Le Vigan. År 2022 hade Lanuéjols 339 invånare.

## Befolkningsutveckling
Antalet invånare i kommunen Lanuéjols
Referens:INSEE